# ヨウィアヌス
フラウィウス・ヨウィアヌス（Flavius Jovianus, 331年 - 364年2月17日）は、ローマ帝国の皇帝（在位：363年 - 364年）。　 

## 生涯
ヨウィアヌスは331年にシンギドゥヌムで生まれた。父親は将軍のウァロニアヌス（300年 - 363年）で息子のヨウィアヌスも軍へ入隊した。軍司令官を経て執政官となり、サーサーン朝との戦いに従軍。この戦争で戦没したユリアヌスは副帝を指名しておらず、また、適当な親族も残っていなかったので、軍隊によって363年に皇帝に選出された。糧食が乏しい状況で敵中に残されたヨウィアヌスは、ペルシア王シャープール2世と屈辱的和議（アルメニア、メソポタミアのチグリス川以東の放棄）を結び、撤退。364年にコンスタンティノポリスへの帰途、ビテュニア属州のダダスタナ付近で宿営した翌朝テントの中で死亡しているのが発見された。死因は換気性に乏しいテント内で暖をとるために使用していた火鉢から発生した炭火の毒によるもの（一酸化炭素中毒）と発表された。キリスト教徒の人気を得るために異教時代の蔵書を抱えるアンティオキア図書館を全焼させたが、当のキリスト教徒からも蛮行として非難され、ペルシアとの戦争に競り負けた、たった8か月の治世であった。

## 家族
妻はルキッリアヌス（315年 - 363年）の娘カリト。息子はウァロニアヌス（363年 - 380年以降）。他に360年生まれの子女がいるが、性別を含めて詳細不明。

## 子孫
息子ウァロニアヌスにはマリア（385年頃生誕）という一人娘がおり、ヨウィアヌスの孫娘にあたる。マリアはArchil（370年 - 435年）という男性と結婚して、Ardak（407年生誕）という息子を儲けた。Ardakの子にWachtang（440年 - 502年）がおり、東ローマ帝国皇帝レオ1世の皇女の1人ヘレナ（455年頃生誕）を妻とした。この夫妻の仍孫デメトリオス（645年頃 - 665年以降）が東ローマ帝国のヘラクレイオス王朝第2代皇帝コンスタンティノス3世の次男テオドシオス（632年生誕）の娘（655年頃生誕、コンスタンス2世の姪、コンスタンティノス4世の従妹）と結婚して、子孫が後世に存続している。更にデメトリオスの母方の祖父の兄ステファンの子孫も続いている。